# Decap Attack
Decap Attack är ett plattformsspel utvecklat av Vic Tokai och utgivet av Sega till Mega Drive. Spelet släpptes 1991 i Europa. Det har senare även utkommit till Virtual Console.
Spelaren kontrollerar Chuck D. Head, en levande och huvudlös mumie skapad av den galne men välmenande vetenskapsmannen Dr. Frank N Stein. Man färdas genom olika banor och måste slåss mot olika fiender för att kunna besegra den ondskefulle Max D. Cap.